# Бэггет, Оуэн
О́уэн Джон Бэ́ггет (англ. Owen John Baggett, 29 августа 1920 — 27 июля 2006) — американский лётчик времен Второй мировой войны, известный как единственный человек в мире, сбивший самолёт выстрелом из пистолета.

## Биография
Оуэн Джон Бэггет родился в Грейаме, штат Техас, в 1920 году. В 1941 году окончил Университет Хардина-Симмонса, где был главным барабанщиком. После университета работал оборонным подрядчиком на Уолл-стрит.

## Военная служба
Бэггет поступил на военную службу в военно-воздушные силы, 26 июля 1942 года окончил курсы лётчиков в военной летной школе в Нью-Коламбусе. Во время Второй мировой войны он был вторым лейтенантом в 7-й группе бомбардировщиков США, базировавшейся в Пандавесваре, Индия.
31 марта 1943 года, когда эскадрилья Бэггета, входившая в 7-ю группу бомбардировщиков, находилась в Британской Индии, ей было приказано разрушить мост в Пинмане, Бирма. 12 бомбардировщиков B-24 7-й группы вылетели на задание, но не успев достичь цели, были перехвачены 13 истребителями Ki-43 из 64 Sentai ВВС Императорской армии Японии. Самолёт Бэггета был серьёзно повреждён и после нескольких попаданий в топливные баки загорелся, а затем взорвался. За несколько секунд до взрыва весь экипаж покинул самолёт на парашютах, но японские пилоты атаковали их пулемётным огнём; двое были убиты в воздухе, ещё один пилот, Ллойд К. Дженсен, вопреки сообщениям о «казни без суда и следствия», пережил войну. Бэггет был ранен и прикинулся мёртвым в надежде, что вражеские пилоты не станут тратить патроны, стреляя в предполагаемый труп. Один из истребителей Ki-43 приблизился к Бэггету и снизил скорость — вероятно, пилот хотел убедиться в его смерти. Когда пилот открыл кабину, пытаясь рассмотреть Бэггета, тот решил рискнуть: он вытащил пистолет M1911 .45 калибра и четыре раза выстрелил в японца. Как утверждал впоследствии Бэггет, после этого японский самолёт заглох и стал падать.
Бэггет приобрёл известность как единственный человек в мире, сбивший самолёт из пистолета. Но это противоречит японским военным записям, согласно которым во время этой атаки японцы не потеряли ни одного самолёта. Возможно, что японский пилот, раненый или нет, восстановил контроль над самолётом и вернулся на аэродром.
Бэггет успешно приземлился и сразу же был схвачен японскими солдатами. Он оставался в плену у японцев до конца войны, когда его вместе с другими 37 военнопленными освободили восемь агентов УСС США, десантировавшихся с воздуха в Сингапуре.
После возвращения Бэггета назначили на военно-воздушную базу Митчелл. Он был известен работой с детьми, например, организовал мероприятие, когда мальчик и девочка на один день стали командирами. В 1973 уволился из ВВС в звании полковника, и затем работал менеджером оборонного подрядчика в компании Litton.